# Donadinia
Donadinia is een geslacht van schimmels behorend tot de familie Sarcosomataceae. De typesoort is Donadinia helvelloides.

## Soorten
Volgens Index Fungorum telt het geslacht vier soorten (peildatum maart 2023):
| Soortnaam           | Auteur(s)                                                         | Publicatiejaar |
| ------------------- | ----------------------------------------------------------------- | -------------- |
| Donadinia echinacea | M. Zeng, Q. Zhao & K.D. Hyde                                      | 2021           |
| Donadinia nigrella  | (Seaver) M. Carbone, Agnello & P. Alvarado                        | 2013           |
| Donadinia seaveri   | (M. Carbone, Agnello & LaGreca) M. Carbone, Agnello & P. Alvarado | 2013           |
| Donadinia sibirica  | M. Carbone, Agnello, P. Alvarado & Krom                           | 2015           |